# Giovanni Tiella
Giovanni Tiella (Villasanta, 16 maggio 1892 – Rovereto, 11 maggio 1961) è stato un architetto italiano.

## Biografia

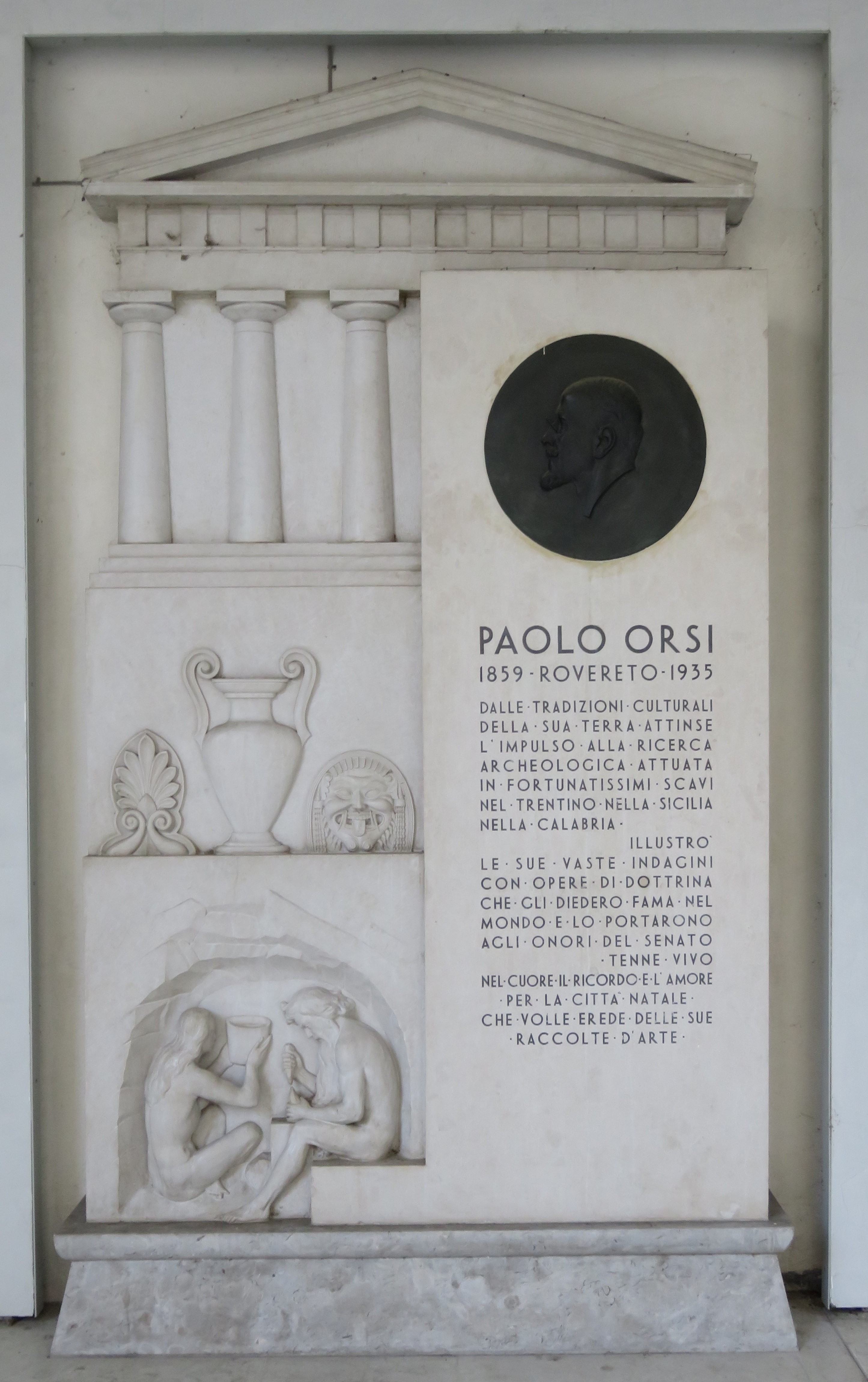
Monumento a Paolo Orsi nel portico di palazzo Alberti Poja, sulla via di accesso al Mart.

Nacque a Villasanta, in provincia di Monza nel 1892; la famiglia si trasferì a Rovereto, al tempo parte della Contea del Tirolo nell’Impero austro-ungarico, nel 1895, dove frequentò la Scuola Reale Elisabettinae iniziò le sue frequentazioni. In quegli anni conobbe tra le figure principali del periodo Fortunato Depero, Luciano Baldessari, Fausto Melotti e Umberto Maganzini. Si iscrisse all'Università di Vienna nel 1910 ma non poté ultimare il percorso degli studi a causa dello scoppio della prima guerra mondiale che vedeva l’Austria protagonista di un confronto su ogni fronte. Tiella partecipa alla grande guerra nelle file dei Kaiserjäger ed è mandato sul fronte orientale della Galizia dove è fatto prigioniero e liberato solo tempo dopo la fine del conflitto.
Al ritorno a Rovereto, riprese i contatti con Depero e conobbe vari esponenti dell'ambiente futurista, come Filippo Tommaso Marinetti, Luigi Russolo e Achille Funi. Conseguì gli studi a Venezia e quindi poté ripartire nel suo impegno di studio e ricerca architettonica, proprio dal linguaggio che stava formandosi dalla sua esperienza di studi. Da Rovereto infatti poté seguire la realizzazione di varie opere nell'intero Trentino-Alto Adige, partecipando attivamente al dibattito culturale Trentino sul recupero dei centri storici e la valorizzazione del tessuto urbanistico proprio sulla fine di un devastante conflitto in cui il mantenimento della tradizione italiana in architettura e il recupero di importanti radici culturali era la premessa per una identificazione non solo culturale ma morale con il territorio.
Si laureò all'Istituto Universitario di Architettura di Venezia nel 1929 e poi insegnò disegno e storia dell'arte al Liceo Antonio Rosmini e progettazione all'Istituto tecnico Fontana. Morì a Rovereto nel maggio del 1961.

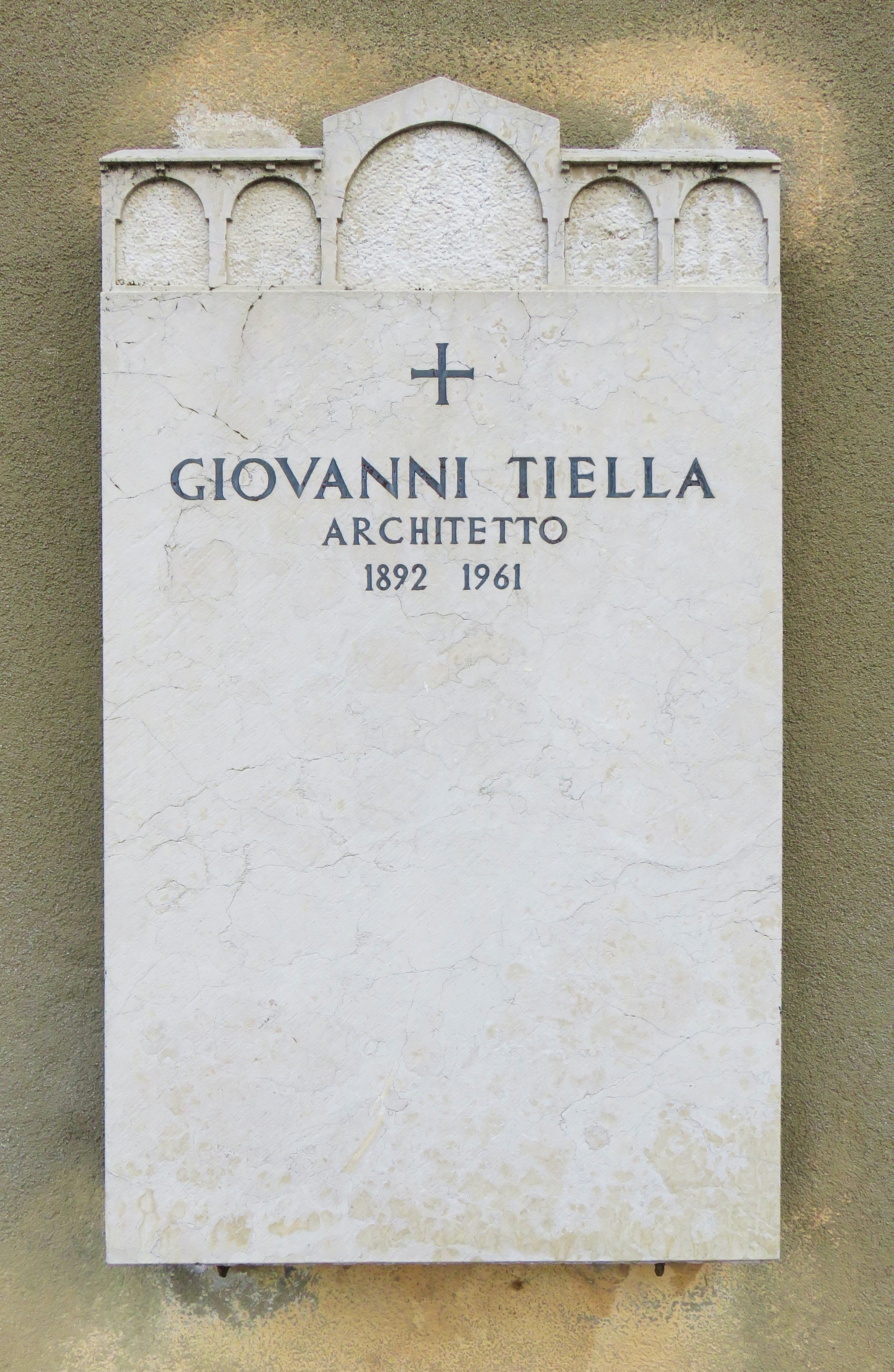
Lapide di Giovanni Tiella nel cimitero di Santa Maria di Rovereto.

## Opere architettoniche e stile
Tiella sfugge per il suo stile alle categorizzazioni del periodo fascista. Il suo lavoro nel progetto di edifici religiosi mantiene il contatto con quanto presente localmente in Trentino e prodotto nei secoli da maestranze diverse, bizantine, comasche e ladine, come nelle chiese di Albiano, Carano, Tesero, Moena ed altri. Progettò edifici scolastici a Isera, Noriglio e Tesero ed il rifugio Vincenzo Lancia. Progettò opere dedicate alla memoria di personaggi illustri, come a Luigi Negrelli di Trento.
Giovanni Tiella sviluppò uno stile manierista, tra Futurismo e Metafisica e lasciandosi influenzare dal Bauhaus. Pur nella varietà mantiene forma squadrata con l'inserimento del curvilineo. Ricerca spazi, materiali e rivede il rapporto tra luce e spazio urbano. Delle sue opere restano diversi edifici e ville in provincia di Trento ma in particolare si dedica alle opere pubbliche. I monumenti a Negrelli e a Paolo Orsi mostrano il rapporto tra innovazione e archeologia mentre il rifugio Lancia sul monte Pasubio collega storia, biografia, architettura e natura alpina. Pone attenzione all'urbanistica, ne studia le forme e nelle vie storiche propone forme innovative senza rottura di continuità. A Rovereto progetta in via Dante la villa Casagrande, e in viale dei Colli la villa Maffei, poi villa Bini e villa Rocchetti.
Si dedica alle chiese di Costa Savina, Albiano, Carano, Tesero, Moena, Madonna del Feles, Garniga, S. Antonio di Mavignola, Strigno e Boccaldo. Suo è stato anche il progetto della Chiesa di Santa Croce, nel cui cimitero riposa.

## Opere letterarie critiche e raccolte
- con Carlo Piovan, Giovanni Tiella, architetto e pittore, a cura di Riccardo Maroni, Trento, CAT, 1961, OCLC 797185951.
- Una copertina di Giovanni Tiella per il poemetto "Dicono i morti" di Riccardo Zandonai, Trento, 2014, OCLC 898745580.
- Marco Tiella (a cura di), Corrispondenza dalla Galizia: (1915-1919), Rovereto, dattiloscritto, 2002, OCLC 801328415.
- La casa natale di Antonio Rosmini, Rovereto, Comune di Rovereto, 1946, OCLC 797522555.
- con Manlio Belzoni, Il rifugio V. Lancia sul Pasubio, Rovereto, Comitato rifugio Vincenzo Lancia sul Pasubio, 1938, OCLC 797807728.
- con Fortunato Depero, Ernesto Piccoli, Guido Casalini ed altri, Numero unico: composto da un gruppo di artisti trentini per la Festa dell'uva di Rovereto, Rovereto, R. Manfrini, XIV [1936], OCLC 78890070.

## Archivio
Molta della documentazione dell'architetto, come lucidi, eliocopie, lettere, preventivi,  atti contabili ed altro è conservato dalla biblioteca civica Girolamo Tartarotti di Rovereto.

## Riconoscimenti
All'architetto Tiella è stato dedicato un convegno tenutosi a Rovereto nel 2011 e sempre a Rovereto gli è stata intitolata una via urbana.